# Apoplania penai
Apoplania penai là một loài bướm đêm thuộc họ Neopseustidae. Nó được Davis và Nielsen miêu tả năm 1980. Nó được tìm thấy ở Argentina, phía nam đến Esquel và Chile, phía nam đến đảo Chiloé.